# USS Birmingham (CL-62)
Pour les autres navires du même nom, voir USS Birmingham.
L'USS Birmingham (CL-62) est un croiseur léger de classe Cleveland entré en service dans l'United States Navy durant la Seconde Guerre mondiale.
Commandé le 3 juillet 1940, sa quille est posée le 17 février 1941 au chantier naval de la Newport News Shipbuilding de la ville du même nom, en Virginie. Il est le deuxième navire de la marine américaine à porter le nom de la plus grande ville de l'État de l'Alabama. Il est lancé le 20 mars 1942 et mis en service le 29 janvier 1943 sous le commandement du Rear-Admiral John Wilkes.

## Historique
Une fois sa croisière de mise en condition opérationnelle achevée, le croiseur léger est affecté à l'Atlantic Fleet, participant à l'opération Husky (invasion de la Sicile) du 10 au 26 juillet, avant de rentrer aux États-Unis le 8 août. Il est alors réaffecté à la Pacific Fleet, arrivant à Pearl Harbor le 6 septembre 1943. 
Retrouvant la force de porte-avions rapides, il participe aux raids contre Tarawa (18 septembre) et Wake (5–6 octobre) avant d'être engagé dans la bataille de la baie de l'impératrice Augusta avec ses sisters-ships Cleveland, Columbia, Montpelier et Denver. Le Birmingham ressort indemne mais le lendemain, il est gravement endommagé par des avions japonais qui placent deux bombes et une torpille, tuant 2 hommes et en blessant 34 autres. Il gagne alors le Mare Island Navy Yard pour remise en état qui s'achève le 18 février 1944, date à laquelle il retourne dans le Pacifique.

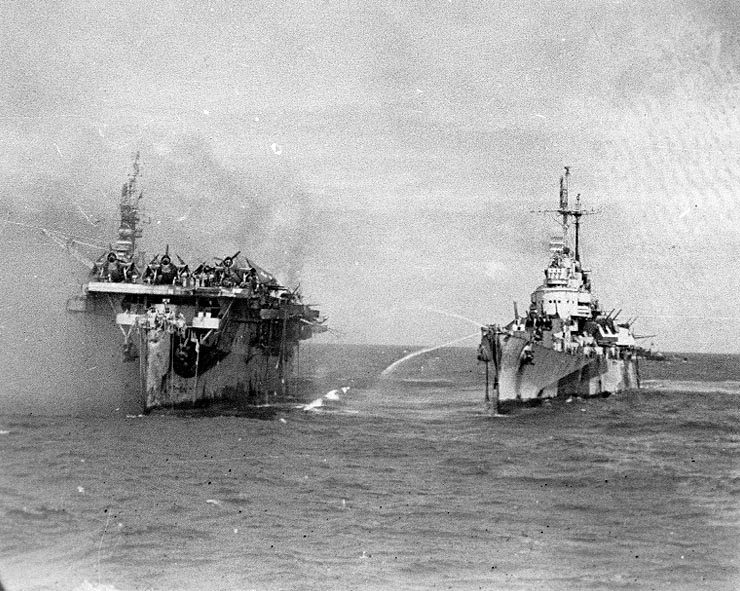
Le Birmingham aux côtés du en flamme pendant la bataille du golfe de Leyte le 24 octobre 1944.

Affecté à la Task Force 57, le croiseur léger participe aux opérations contre Saïpan (14 juin – 4 août) puis à la bataille de la mer des Philippines (19–20 juin), avant les opérations contre Tinian (20 juillet - 1er août), Guam (21 juillet) puis contre les Philippines (9–24 septembre) qui alterne avec des raids contre Okinawa (10 octobre), Luçon et Formose (15 octobre et 18-19 octobre), le croiseur assurant le plus souvent la défense antiaérienne des porte-avions et le tir contre des positions à terre. Durant la bataille du golfe de Leyte, il est gravement endommagé à la suite de l'explosion du porte-avions léger Princeton alors qu'il tentait courageusement d'aider ce navire en détresse. 239 hommes sont morts, 408 ont été blessés et les corps de quatre personnes n'ont jamais été retrouvés. Après une remise en état provisoire aux Philippines, il est remis en état au Mare Island Navy Yard de novembre 1944 à janvier 1945. 
Il regagne alors le Pacifique pour participer aux batailles d'Iwo Jima (4–5 mars) et d'Okinawa (25 mars – 5 mai) au cours de laquelle il est gravement endommagé par un kamikaze qui le frappa à l'avant. Le Birmingham perd dans cette nouvelle attaque 47 hommes d'équipage, dont 4 disparus et 81 blessés. Il est donc immobilisé pour réparations à Pearl Harbor du 28 mai au 1er août 1945. 
Il retrouva la 5e flotte à Okinawa le 26 août. Il resta en Extrême-Orient jusqu'au mois de mars 1946, arrivant à San Francisco le 22 mars 1946. Il y est désarmé le 2 janvier 1947 et mis en réserve jusqu'au 1er mars 1959, date à laquelle il est rayé des registres et démoli à Long Beach.

## Décorations et héritage
Le Birmingham a reçu neuf Battle stars pour son service pendant la Seconde Guerre mondiale.
Un morceau de carène de l'USS Birmingham appartenant à l'US Navy a été prêté pour être exposé à l'hôtel de ville de Birmingham, au Southern Museum of Flight ; il est actuellement exposé au Birmingham History Center.